# Palpada
Palpada är ett släkte av tvåvingar. Palpada ingår i familjen blomflugor.

## Bildgalleri

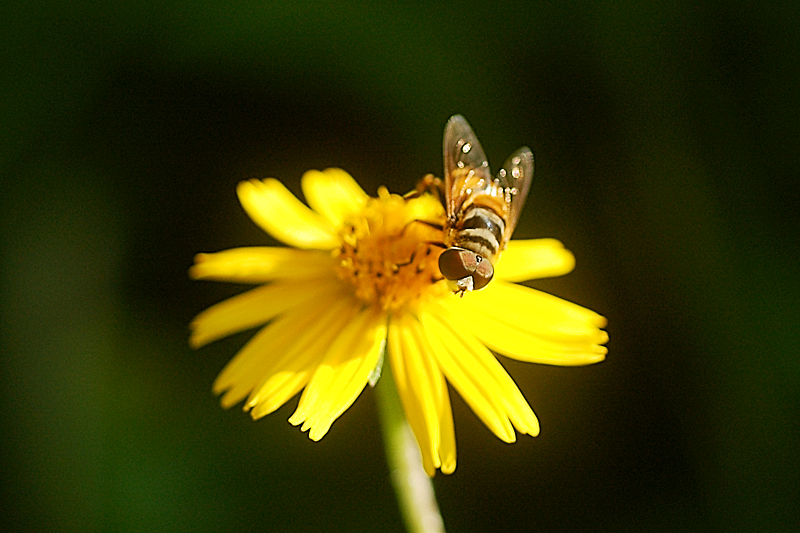
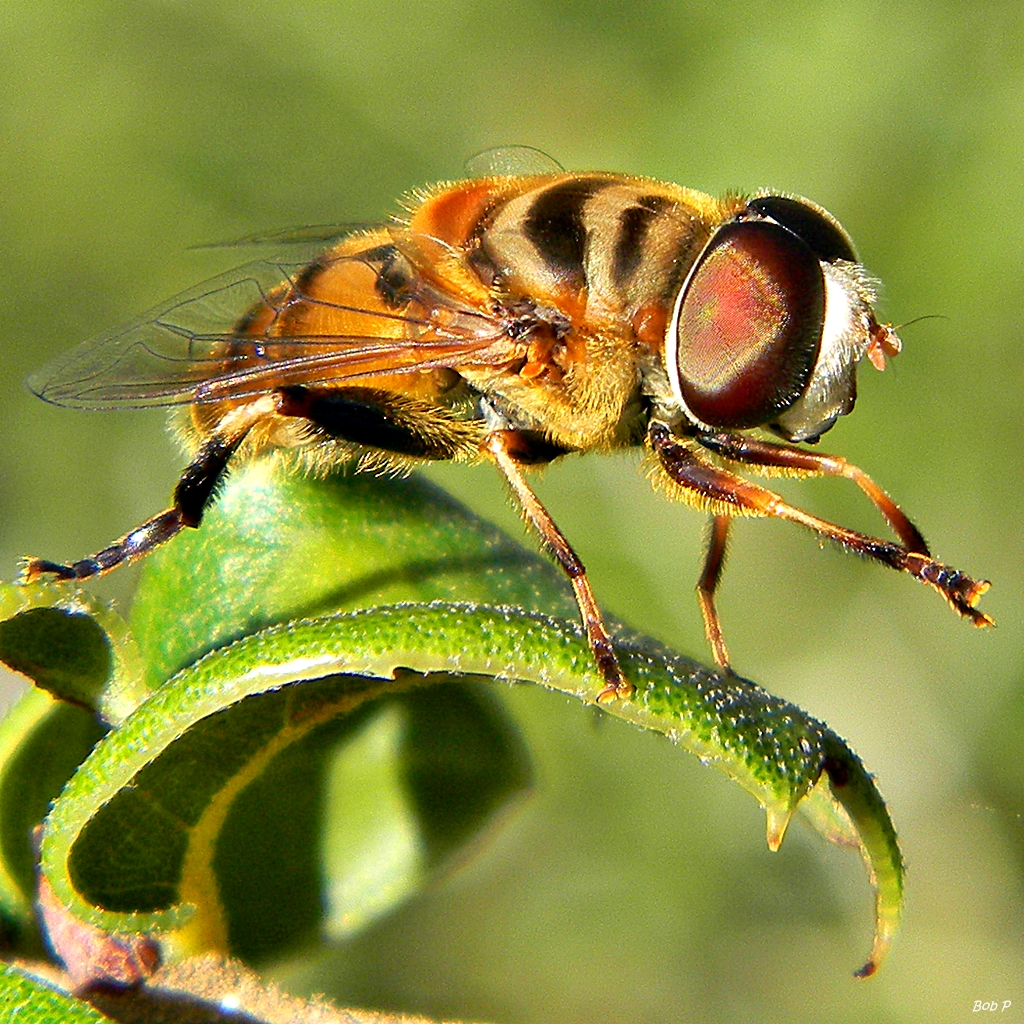
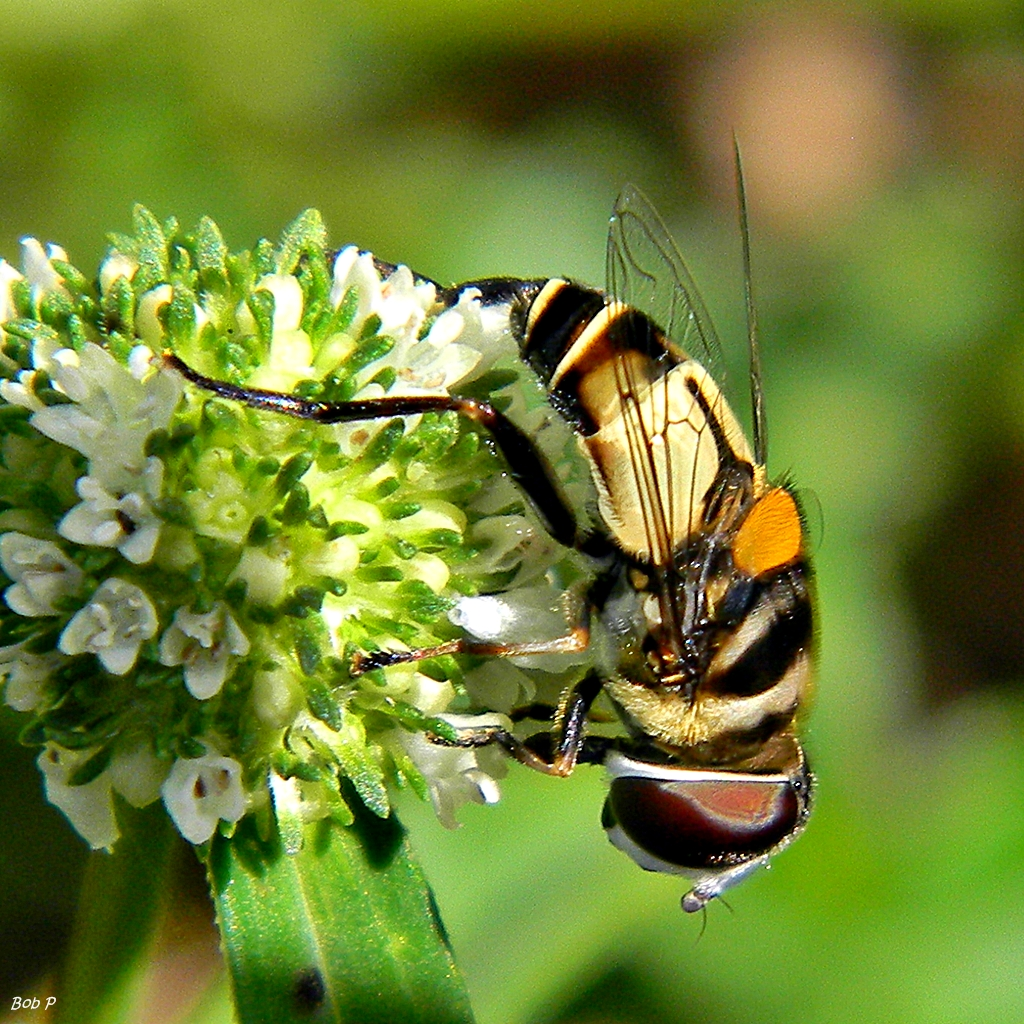

## Dottertaxa tillPalpada, i alfabetisk ordning[1]
- Palpada aemula
- Palpada agrorum
- Palpada albifrons
- Palpada albiventris
- Palpada alhambra
- Palpada amazon
- Palpada atrimana
- Palpada bequaerti
- Palpada bistellata
- Palpada braziliensis
- Palpada caliginosa
- Palpada chilena
- Palpada claripennis
- Palpada clarissima
- Palpada claudia
- Palpada conica
- Palpada cora
- Palpada cordiformis
- Palpada cosmia
- Palpada diminuta
- Palpada distinguenda
- Palpada doris
- Palpada elegans
- Palpada erratica
- Palpada expicta
- Palpada familiaris
- Palpada fasciata
- Palpada fasciculata
- Palpada flavipennis
- Palpada flavoscutellata
- Palpada florea
- Palpada fuliginosa
- Palpada funerea
- Palpada furcata
- Palpada fuscipennis
- Palpada gagathina
- Palpada geniculata
- Palpada hortorum
- Palpada incerta
- Palpada incubus
- Palpada interrupta
- Palpada inversa
- Palpada langi
- Palpada lindneri
- Palpada macula
- Palpada megafemur
- Palpada meigenii
- Palpada melanaspis
- Palpada mexicana
- Palpada minutalis
- Palpada mirabilis
- Palpada monticola
- Palpada nigripes
- Palpada ochracea
- Palpada parvula
- Palpada precipua
- Palpada prietorum
- Palpada pusilla
- Palpada pusio
- Palpada pusioides
- Palpada pygolampa
- Palpada ruficeps
- Palpada rufipedes
- Palpada rufiventris
- Palpada rufoscutellata
- Palpada schistacea
- Palpada scopanthus
- Palpada scutellaris
- Palpada semicirculus
- Palpada signata
- Palpada solennis
- Palpada spectabilis
- Palpada suprarufa
- Palpada taenia
- Palpada tatei
- Palpada texana
- Palpada thalia
- Palpada urotaenia
- Palpada vera
- Palpada vierecki
- Palpada vinetorum
- Palpada xanthosceles